# علب الرغبة
علب الرغبة، رواية عربية، للشاعر والروائي اللبناني عباس بيضون. صدرت الرواية لأوّل مرة عام 2020 عن دار العين للنشر في مصر، ودخلت في القائمة الطويلة للجائزة العالمية للرواية العربية لعام 2021، المعروفة باسم «جائزة بوكر العربية».